# John Scofield
John Scofield (Dayton, 26 dicembre 1951) è un chitarrista e compositore jazz statunitense.

## Biografia
Si avvicinò al jazz nel 1969 provenendo da esperienze R&B e soul. Il jazz rock era al suo stadio iniziale e Scofield ebbe l'opportunità di assistere e partecipare all'età d'oro della fusione di rock, soul e jazz. Suonò pure jazz con Gary Burton e Gerry Mulligan, ma il suo primo e vero debutto nel jazz-rock lo ebbe nella band del tastierista George Duke e del batterista Billy Cobham, che vedeva nella stessa formazione anche il bassista Alphonso Johnson.
Dopo lo scioglimento del trio, rimase a New York a lavorare su pezzi di jazz acustico col suo gruppo e con musicisti come Dave Liebman. In quegli anni iniziò una intensa collaborazione con il bassista Steve Swallow che influenzò Scofield sia a livello stilistico che a livello compositivo: questa collaborazione continua a tutt'oggi.
Nel 1982 si unì alla Miles Davis Band, rispondendo alla richiesta di funk-jazz di quel momento. Il periodo passato con Miles Davis convinse Scofield della validità di questo genere musicale, dove l'improvvisazione jazzistica si unisce al groove della ritmica funk.
Dopo aver suonato con Davis per oltre tre anni, si prese un periodo di pausa, durante il quale produsse alcuni brani interessanti e legò molto con Dennis Chambers, creando poi un gruppo che riprendeva la ritmica funk. Dennis e il bassista Gary Grainger  riprendevano gli stili alla James Brown, alla Earth Wind and Fire, che dettavano la musica funk degli anni settanta.
Quando firmò il contratto con la Blue Note Records nel 1989, decise di esplorare stili più vicini allo swing e si unì al suo amico, nonché ex compagno alla Berklee School of Music, il sassofonista Joe Lovano. Formarono un gruppo con il batterista Bill Stewart e registrarono tre album che,a detta dello stesso Scofield, risultano tra i migliori in assoluto della sua, peraltro prolifica, carriera di jazzista.
Successivamente si avvicinò al soul jazz, influenzato dalla musica degli anni sessanta del sassofonista Eddie Harris e del pianista Les McCann; non a caso nell'album Hand Jive troviamo tra gli esecutori anche Eddie Harris. Intanto anche Larry Goldings si univa a Scofield all'organo Hammond. Il nuovo gruppo unì il suo jazz ai ritmi di New Orleans, dando vita ad un groove molto personale.
In questo periodo lavorò anche con Pat Metheny, che Scofield annovera tra i suoi chitarristi preferiti, così come Bill Frisell, Jim Hall, Mike Stern, John Abercombie, Kurt Rosenwinkel, Peter Bernstein, Albert King, Carlos Santana e Tom Morello.
Quando sentì l'album Shack Man di Medeski Martin and Wood, rimase folgorato e decise di collaborare con il trio perché il loro swampy groove (letteralmente groove paludoso), rallentato e sincopato, si fondeva alla perfezione con il suo stile musicale. Con loro Scofield incise A Go Go, che resta uno dei suoi dischi preferiti.
Tra le sue ultime produzioni c'è un album tributo a Ray Charles, That's What I Say: John Scofield Plays the Music of Ray Charles.
L'album Country for Old Men, pubblicato nel settembre 2016, gli vale due premi Grammy.

## Stile

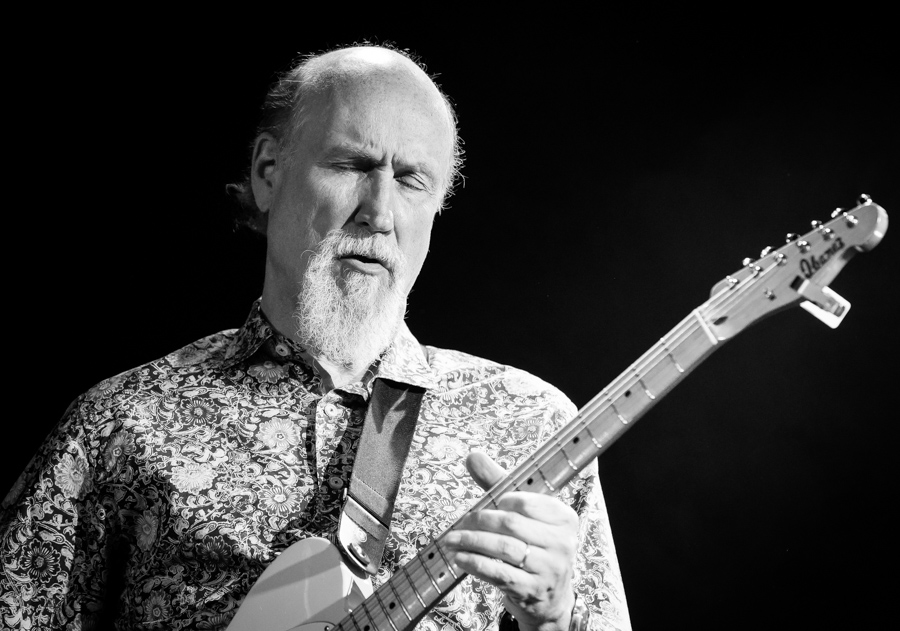
Scofield, Kongsberg Jazzfestival 2017

Scofield, negli ultimi 30 anni, ha saputo dare un impulso nuovo alla musica jazz. Le sue frasi musicali si articolano spesso in bending e note "outside". Dotato di una spiccata vena blues, riesce ad inserirla prepotentemente anche in contesti prettamente jazzistici ed a servirsene per dare respiro e dinamismo al suo fraseggio. Dotato di grande groove nelle ritmiche e di fantasia nei riff, questi ultimi spessissimo connotati di un forte sapore fusion, colora il suo stile chitarristico con suoni molto caldi, quasi sempre in overdrive.

## Discografia parziale
- 1977 – East Meets West
- 1977 – John Scofield Live
- 1978 – Rough House
- 1979 – Who's Who?
- 1980 – Bar Talk
- 1981 – Shinola
- 1981 – Out Like a Light
- 1984 – Electric Outlet
- 1985 – Still Warm
- 1986 – Blue Matter
- 1987 – Loud Jazz
- 1987 – Pick Hits Live
- 1989 – Flat Out
- 1990 – Time on My Hands
- 1991 – Meant to Be
- 1992 – Grace Under Pressure
- 1993 – What We Do
- 1994 – I Can See Your House from Here
- 1994 – Hand Jive
- 1995 – Groove Elation
- 1996 – Quiet
- 1998 – A Go Go (Medeski Scofield Martin & Wood)
- 2000 – Bump
- 2001 – Works for Me
- 2002 – Überjam
- 2003 – Up All Night
- 2004 – EnRoute
- 2005 – That's What I Say: John Scofield Plays the Music of Ray Charles
- 2007 – This Meets That
- 2009 – Piety Street
- 2010 – 54
- 2011 – A Moment's Peace
- 2013 – Überjam Deux
- 2014 – Juice (Medeski Scofield Martin & Wood)
- 2015 – Past Present
- 2016 – Country for Old Men
- 2018 – Combo 66
- 2020 – Swallow Tales
- 2022 – John Scofield